# 蒋林珊
蒋林珊（1980年1月5日—），河北省石家庄市人，毕业于上海戏剧学院，中国演员、主持人。

## 生平
蒋林珊是石家庄人，曾就读于上海戏剧学院，从艺后主要出演电视剧、话剧，同时是电视台的主持人。在以辛亥革命爲背景的年代大戲《母親，母親》中一人分飾兩角而受關注增加知名度，2012年與著名演員方子哥的兒子方晓鸽結婚，方晓鸽婚後自營網路遊戲公司。而婚後方子哥欲為兒子夫妻倆購買事前答應的婚房，出資400萬人民幣在北京尋找房產，找上我愛我家房仲購房不料遇上一房多賣詐欺，後延伸為長達4年的官司為輿論所關注。

## 作品

### 电视剧
| 年份   | 中文名称         | 角色   | 导演               | 备注  |
| ------ | ---------------- | ------ | ------------------ | ----- |
| 2002年 | 都市男女         | 白瑞洁 | 尚敬，吕小品，齐星 |       |
| 2003年 | 你快乐所以我快乐 | 朱丽娅 |                    |       |
| 2003年 | 瘦身家族         | 董华   |                    |       |
| 2004年 | 向左走，向右走   | 周琪   | 姚远               |       |
| 2006年 | 别爱我           | 张慧   | 李国立             |       |
| 2006年 | 旗袍             | 枝子   | 王子               |       |
| 2007年 | 天经地义         | 平美丽 | 姚晓峰             |       |
| 2007年 | 朝九晚无         | 郁芳   | 叶昭仪             |       |
| 2008年 | 和空姐一起的日子 | 王茜   | 何念               |       |
| 2010年 | 我和老妈一起嫁   | 罗小娇 | 余丁               |       |
| 2011年 | 母亲，母亲       | 莲莲   | 李云亮             | [ 2 ] |
| 2011年 | 媳妇是怎样炼成的 | 蒋珊珊 | 卢伦常             | [ 3 ] |
| 2011年 | 一生只爱你       | 丁淑香 | 周德华             | [ 4 ] |
| 2011年 | 小菊的春天       | 姜怡   | 杨冠玉             | [ 5 ] |
| 2011年 | 桃花劫           | 沈琇琦 | 杨玄，龙真         | [ 6 ] |

### 电视节目
- 翡翠明珠台《食在上海》
- 河北卫视《我家厨房》